# دانشکده مهندسی و علم مواد دانشگاه صنعتی خواجه نصیرالدین طوسی
فعالیت‌های آموزشی رشته مهندسی مواد در دانشگاه صنعتی خواجه نصیرالدین طوسی از سال ۱۳۸۰ آغاز شد. این رشته ابتدا به عنوان بخشی از گروه مهندسی مواد در دانشکده مهندسی مکانیک با پذیرش دانشجو در مقطع کارشناسی ارشد (گرایش شناسایی، ساخت و انتخاب مواد مهندسی) راه‌اندازی گردید. با گذشت زمان، این رشته توسعه یافت و در سال ۱۳۸۹ دکتری مهندسی مواد و در سال‌های ۱۳۹۰ کارشناسی ارشد شکل دادن فلزات و کارشناسی متالورژی صنعتی به برنامه‌های آموزشی اضافه شد.

## تاریخچه
در سال ۱۳۹۲، با موافقت دانشگاه و شورای گسترش آموزش عالی وزارت علوم، تحقیقات و فناوری، گروه مهندسی مواد به دانشکده مهندسی و علم مواد تبدیل گردید. این دانشکده همچنین در سال ۱۳۹۲ فعالیت خود را در زمینه آموزش الکترونیکی (مجازی) در مقطع کارشناسی ارشد گرایش شناسایی و انتخاب مواد مهندسی آغاز کرد. گسترش فعالیت‌های آموزشی دانشکده با راه‌اندازی کارشناسی ارشد متریونیک در سال ۱۴۰۱ ادامه یافت.

## اعضای هیئت علمی
دانشکده مهندسی و علم مواد دارای ۱۰ نفر اعضای هیئت علمی تمام وقت است که هر یک در زمینه‌های تخصصی مختلف فعالیت می‌کنند. این اعضا شامل:
- علی شکوه فر

- مرتبه علمی: استاد فقید 

- زمینه تخصصی: فناوری نانو، دگرگونی‌های فازی، آلیاژهای حافظه‌دار 

- مهرداد آقایی خفری

- مرتبه علمی: استاد 

- زمینه تخصصی: خواص مکانیکی مواد، شکل‌دادن فلزات، سوپرآلیاژها 

- حمید خرسند

- مرتبه علمی: دانشیار 

- زمینه تخصصی: فناوری نانو، متالورژی پودر، خواص مکانیکی، صنعت خودرو 

- رضا اسلامی فارسانی

- مرتبه علمی: استاد 

- زمینه تخصصی: مواد مرکب، نانو و هوشمند 

- سید محمد حسین سیادتی

- مرتبه علمی: دانشیار 

- زمینه تخصصی: مواد کاتالیستی و نانوکاتالیستی، انرژی‌های نو و پاک 

- کیوان نارویی

- مرتبه علمی: دانشیار 

- زمینه تخصصی: پلاستیسیته، المان محدود غیرخطی، مکانیک محیط‌های پیوسته غیر خطی 

- عباس منتظری هدش

- مرتبه علمی: دانشیار 

- زمینه تخصصی: نانومکانیک محاسباتی، شبیه‌سازی دینامیک مولکولی، مدل‌سازی چندمقیاسی 

- عرفان صلاحی نژاد دول

- مرتبه علمی: مربی

- زمینه تخصصی: بیومواد، خوردگی و پوشش، فرآوری پودر 

- مجید سیدصالحی

- مرتبه علمی: استادیار 

- زمینه تخصصی: شکل‌دهی گرم، شبیه‌سازی ریزساختار در فرآیندهای متالورژیکی 

- مهدی خدایی

- مرتبه علمی: دانشیار 

- زمینه تخصصی: نانوساختارهای الکتروسرامیکی، مغناطیسی و نیمه‌هادی، آنالیز نانومواد، لایه نازک، مهندسی سطح 

- نفیسه حسن زاده

- مرتبه علمی: استادیار 

- زمینه تخصصی: نانوساختارها و مواد پیشرفته، باتری‌ها، ذخیره انرژی الکتروشیمیایی، هیدرومتالورژی 

## برنامه‌های آموزشی
- مقطع کارشناسی

دانشکده مهندسی و علم مواد برنامه کارشناسی متالورژی صنعتی را ارائه می‌دهد که به آموزش اصول بنیادی و کاربردی در زمینه متالورژی و علم مواد می‌پردازد.
- مقطع کارشناسی ارشد

در مقطع کارشناسی ارشد، دانشکده دو گرایش اصلی را ارائه می‌دهد:
1. شناسایی و انتخاب مواد مهندسی
2. شکل دادن فلزات
- مقطع دکتری

برنامه دکتری مهندسی مواد شامل تحقیقات پیشرفته در زمینه‌های مختلف علم مواد می‌باشد که به تربیت پژوهشگران متخصص می‌پردازد.
- آموزش الکترونیکی

دانشکده همچنین به ارائه دوره‌های آموزشی الکترونیکی (مجازی) در مقطع کارشناسی ارشد گرایش شناسایی و انتخاب مواد مهندسی پرداخته است که به دانشجویان امکان دسترسی به منابع آموزشی را فراهم می‌آورد.
- مقطع کارشناسی ارشد متریونیک

در سال ۱۴۰۱، راه‌اندازی کارشناسی ارشد متریونیک به عنوان یکی دیگر از برنامه‌های آموزشی دانشکده معرفی شد که به بررسی ترکیب علم مواد با فناوری‌های الکترونیکی می‌پردازد.

## دوره‌های مشترک بین‌المللی
دانشکده مهندسی و علم مواد دانشگاه صنعتی خواجه نصیرالدین طوسی به منظور ارتقاء سطح علمی و تبادل تجربیات آموزشی، دوره‌های مشترک بین‌المللی را با دانشگاه‌های معتبر جهان برگزار می‌کند. این دوره‌ها فرصتی مناسب برای دانشجویان فراهم می‌آورد تا در محیط‌های بین‌المللی یاد بگیرند و با آخرین دستاوردهای علمی در زمینه مهندسی و علم مواد آشنا شوند. برخی از این دوره‌ها عبارتند از:
1. کارشناسی ارشد مهندسی و علم مواد پیشرفته  

```
  - همکاری با: دانشگاه ENSAM، پاریس، فرانسه  

  - توضیحات: این برنامه بر روی تکنیک‌ها و فناوری‌های نوین در علم مواد تمرکز دارد و به دانشجویان امکان می‌دهد تا با جدیدترین روش‌های تحقیق و توسعه در این حوزه آشنا شوند.
```

2. کارشناسی ارشد مهندسی مواد-مکانیک  

```
  - همکاری با: دانشگاه ENIB، برست، فرانسه  

  - توضیحات: این دوره به بررسی ارتباطات میان علم مواد و مکانیک می‌پردازد و به دانشجویان مهارت‌های لازم برای طراحی و تحلیل سیستم‌های مهندسی را ارائه می‌دهد.
```

3. کارشناسی ارشد مهندسی مواد  

```
  - همکاری با: دانشگاه RUDN، مسکو، روسیه  

  - توضیحات: این برنامه به آموزش مفاهیم بنیادی و کاربردی در زمینه مهندسی مواد می‌پردازد و بر روی پژوهش‌های کاربردی تمرکز دارد.
```

4. کارشناسی ارشد مهندسی مواد و سازه‌های هوافضایی  

```
  - همکاری با: دانشگاه RUDN، مسکو، روسیه  

  - توضیحات: این دوره تخصصی به بررسی مواد و سازه‌های مورد استفاده در صنعت هوافضا می‌پردازد و به دانشجویان دانش لازم برای طراحی و تحلیل سازه‌های پیچیده را می‌آموزد.
```

این دوره‌ها نه تنها به ارتقاء سطح علمی دانشجویان کمک می‌کند، بلکه به ایجاد شبکه‌های بین‌المللی از متخصصان و پژوهشگران در حوزه مهندسی و علم مواد نیز منجر می‌شود. دانشجویانی که در این برنامه‌ها شرکت می‌کنند، تجربه‌های ارزشمندی از همکاری با اساتید و همتایان بین‌المللی کسب کرده و فرصت‌های شغلی بیشتری در آینده خواهند داشت.